# Don't Waste Your Time
Don't Waste Your Time (Neplýtvej svůj čas) je čtvrtý a poslední singl ze třetího alba My December (2007) od americké zpěvačky Kelly Clarkson.

## Vydání
Singl prvně vyšel 27. září 2007. Zajímavostí je, že ve Velké Británii vůbec nevyšel na fyzickém nosiči, ale přesto byl hrán v rádiích a hudebních kanálech.

## Text
Clarkson tuto píseň napsala spolu s Fredrikem Rinmanem, Jimmym Messerem a Malcolmem Pardonem. Zpívá v ní o tom, že vždy, když potřebovala útěchu nebo pochopení, její přítel tu nikdy pro ni nebyl. Takže ho opustila a on se snaží opět vrátit se k ní. Ale Kelly to odmítá a říká mu, ať neplýtvá čas svůj ani její.

## Videoklip
Video se celé odehrává na hradě, v němž je kdesi ukrytá Kelly. Na sobě má červené šaty z obalu alba My December, případně černé ve chvílích, kdy je v podzemních žalářích. Zatímco zpívá, celý hrad zarůstá černými trnitými větvemi. Mezitím přichází její přítel a snaží se ji v džungli najít. Nepovede se mu to a odchází. Ačkoli při cestě pryč míjí Clarkson ležící na posteli, dělí je stěna šlahounů.

## Hitparáda
| Země      | Umístění |
| --------- | -------- |
| Německo   | 93       |
| Slovensko | 94       |